# Legend (schip, 1915)
De LEGEND is een voormalig Schevenings vissersschip met visserijnummer SCH-245, dat als zeilende logger werd gebouw in Scheveningen. Het schip kreeg pas in 1928 haar eerste motor. Het werd in 1955 verkocht naar Noorwegen en heeft daar eerst nog tot 1995 als vissers- en vrachtschip gevaren voor het in 2000 weer werd omgebouwd tot een vierkant getuigd zeilcharterschip voor het maken van reizen met passagiers.